# Малая Ярославка
Ма́лая Яросла́вка — село в Хорольском районе Приморского края России. Входит в состав муниципального образования Ярославского городского поселения.

## Население
| 2002 | 2008 | 2010 |
| ---- | ---- | ---- |
| 137  | ↗142 | ↘105 |

## Улицы
- Заречная ул.
- Первомайская ул.
- Садовый пер.
- Трудовая ул.
- Юбилейная ул.